# Васильєва Ольга Анатоліївна
Васильєва Ольга Анатоліївна (рос. Васильева Ольга Анатольевна, 9 жовтня 1967, Новосибірськ) — акторка, дружина актора Дмитра Назарова.
Ольга народилася в СРСР 9 жовтня 1967 року в місті Новосибірськ у родині акторів. 
У 16 років переїхала до Москви та вступила до ГІТІСу ім. А. В. Луначарського на режисерський факультет, акторська група, курс М. О. Кнебель. Після смерті художнього керівника курс очолив Л. Є. Хейфец. У 1988 році закінчила інститут і була прийнята до трупи ЦАТРА. Пропрацювавши там 17 років, була запрошена О. П. Табаковим до МХТ ім. А. П. Чехова та театру Табакерка.
З 2005 по 2023 рік працювала в МХТ. 
За час служби в театрі зіграла багато ролей у театрі та кіно. Брала участь у записах на радіо. Озвучувала комп’ютерні ігри.
Наразі продовжує зніматися в міжнародних проєктах, а також бере участь у виставах «Чорт зна що» та «Лямур-мур».
13 січня 2023 року була звільнена Костянтином Хабенським із МХТ імені О. П. Чехова разом зі своїм чоловіком Назаровим Дмитром Юрійовичем за антивоєнну позицію.